# Красимир Балаков
Красимир Генчев Балаков (буг. Красимир Генчев Балъков; Велико Трново, 29. март 1966) бивши је бугарски фудбалер и садашњи фудбалски тренер.
Балаков је поред Стоичкова, Лечкова и Костадинова, био један од кључних играча на Светском првенству 1994. где је Бугарска дошла до полуфинала. Изабран је у најбољих једанаест играча тог Светског првенства.
Након завршетка играчке каријере посветио се тренерском послу, а водио је десетак клубова у Бугарској и иностранству.

## Каријера

### Клуб
Балаков је играо на позицији везног играча. Почео је фудбалску каријеру у локалном клубу Етар Велико Трново, где је наступао седам сезона, након Етара играо је четири сезоне у португалском Спортингу са којим је освојио португалски куп 1995. године.
Након епизоде у Португалу Балаков одлази у Немачку тачније у Штутгарт са којим осваја два Интертото купа (2000. и 2002) и немачки куп 1997. пре него што је 2003. завршио каријеру. Балаков је остао запамћен као део „магичног троугла”, који је чинио заједно са Фредијем Бобићем и Ђованијем Елбером у Штутгарту. За осам година колико је играо у Штутгарту, постигао је 54 голова на 236 наступа. Био је проглашен за најбољег играча Штутгарта свих времена. Одиграо је један меч као играч две године касније, када се појавио као играч/тренер ВФЦ Плауена.

### Репрезентација
Балаков је одиграо 92 утакмице и постигао 16 голова за Бугарску. У репрезентацији је играо између 1988. и 2003. године. Балаков је био један од кључних играча на Светском првенству 1994. где је Бугарска изборила полуфинале. Осим на Светском првенству 1994. године, играо је за своју земљу и на Европском првенству 1996. и Светском првенству 1998. године. У 37. години играо је у квалификацијама за Европском првенство 2004. да би помогао саиграчима да се квалификују, али се повукао из фудбала пре завршне фазе у Португалу.

### Тренер
Годину дана након завршетка играчке каријере постаје помоћни тренер у Штутгарту где остаје две године, након што је постао играч-менаџер у Плауену. Дана 16. јануара 2006. постао је тренер Грасхоперса. Балаков води клуб до освајања Интертото купа и пласмана у Куп УЕФА у сезони 2006/07. Након Грасхоперса остаје у Швајцарској и 29. октобра 2007. постављен је за тренера Сент Галена, а три дана пре краја краја сезоне добио је отказ. У децембру 2008. вратио се у отаџбину и преузима Черноморец, у коме остаје до 6. децембра 2010. када споразумно раскида уговор са клубом након неслагања с власником. Након краће паузе 27. маја 2011. постављен је за тренера сплитског Хајдука.
Дана 22. марта 2012. године, Балаков је именован за тренера Кајзерслаутерна. Отпуштен је 17. маја 2012. године, након што није изборио опстанак Кајзерслаутерна у лиги. Касније је наставио каријеру у Бугарској. Од јануара 2018. године постављен је за тренера Етара из Великог Трнова.

## Трофеји

### Клуб
Спортинг Лисабон
- Куп Португала: 1995.

Штутгарт
- Куп Немачке: 1997.

### Репрезентација
- Бугарска
  - Светско првенство: четврто место 1994.

### Индивидуални
- Најбољи тим Светског првенства: 1994.
- Најбољи фудбалер Бугарске: 1995, 1997.